# ضاحية إيرود
ايرودي رمزها «ER» (بالإنجليزية: Erode)‏ ، هو تقسيم إداري لدولة الهند تتبع ولاية تاميل نادو (بالإنجليزية: Tamil  Nadu)‏ ، مركزها هو مدينة إيرود (بالإنجليزية: Erode)‏ عدد سكانها حسب تعداد سنة 2001 هو 2,574,067 ، مساحتها 5,714 كم² وكثافة السكان 314 لكل كم² .